# Chlorphenoxamine
Clorphenoxamine (Phenoxene) là một thuốc kháng histamine và anticholinergic được sử dụng như một chất chống ngứa  và antiparkinsonia . Nó là một chất tương tự của diphenhydramine.